# Chiese della Comunità della Valle di Cembra
Questa voce include tutte le chiese cristiane situate entro i confini della Comunità della Valle di Cembra, nella provincia autonoma di Trento. 
Gli edifici sono elencati in liste suddivise per comune; includono oltre quaranta chiese consacrate (sebbene non tutte officiate regolarmente), a cui si aggiunge una ventina di cappelle. Gli edifici di culto appartengono tutti alla confessione cattolica e fanno parte dell'arcidiocesi di Trento.

## Comune di Albiano
| Esterno  | Interno | Nome                                                          | Periodo storico                                 | Ubicazione                                             | Informazioni |
| -------- | ------- | ------------------------------------------------------------- | ----------------------------------------------- | ------------------------------------------------------ | --- |
|          |         | Chiesa dei Santi Antonio di Padova e Rocco, o di Sant'Antonio | XVII secolo                                     | Albiano, via Sant'Antonio 46°08′59.6″N 11°11′08.2″E    | Costruita nel 1670; il portico è stato aggiunto successivamente. |
|          |         | Chiesa di San Biagio                                          | fondata XIV secolo, edificio odierno XVI secolo | Albiano, piazza San Biagio 46°08′40.81″N 11°11′37.43″E | Edificata nel 1376, al posto di una preesistente cappella esistente già nel 1309; venne ricostruita nel 1526-29, eccetto il campanile che risulta terminato nel 1580; venne ampliata varie volte (1662, 1666, 1726, 1743, 1800); fu parrocchiale dal 1767 fino al 1937, quando ne venne edificata un'altra adiacente; in quell'anno vennero rimossi diversi degli ampliamenti precedenti. Per alcuni mesi nel 1943 ospitò parte dei documenti dell'Archivio di Stato di Trento, dopodiché rimase abbandonata fino al 1975, quando venne restaurata e riaperta al culto. |
|          |         | Chiesa di San Biagio                                          | XX secolo                                       | Albiano, piazza San Biagio 46°08′41.6″N 11°11′38.23″E  | Parrocchiale; costruita tra il 1928 e il 1932 a fianco della precedente omonima, divenuta troppo piccola. |
|          |         | Chiesa di San Romedio                                         |                                                 | Barco di Sopra 46°09′03.24″N 11°10′36.86″E             | Costruita tra il 1745 e il 1746. |
| Cappelle |         |                                                               |                                                 |                                                        | |
|          |         | Cappella del Crocifisso                                       | XX secolo                                       | Albiano, piazza San Biagio 46°08′44.8″N 11°11′36.6″E   | Cappella cimiteriale, costruita nel 1946. |

## Comune di Altavalle
| Esterno  | Interno | Nome                                                        | Periodo storico                                  | Ubicazione                                    | Informazioni |
| -------- | ------- | ----------------------------------------------------------- | ------------------------------------------------ | --------------------------------------------- | --- |
|          |         | Chiesa della Conversione di San Paolo                       | Citata XIV secolo                                | Valda, via Nuova 46°12′29.3″N 11°16′05.3″E    | Parrocchiale. Una cappella dedicata a san Paolo è citata dal 1388, ampliata nel 1686. Nel 1846-58 venne costruita la chiesa odierna, di cui la vecchia cappella divenne la sagrestia; è parrocchiale dal 1920. |
|          |         | Chiesa dei Santi Filippo e Giacomo                          | Fondata XII secolo, edificio odierno XIX secolo  | Faver, via Granda 46°10′51.3″N 11°14′14.1″E   | Parrocchiale. Una cappella dedicata a un san Giacomo (non è chiaro quale) esisteva già nel 1116; essa venne ampliata nel XV secolo, e dal XVII secolo è attestata con l'intitolazione attuale. Questo primo edificio, dato alle fiamme dalle truppe napoleoniche nel 1797, venne sostituito nel 1853-1854 dalla chiesa odierna e infine abbattuto nel 1867 per far spazio alla nuova canonica (ora municipio). Il campanile della chiesa nuova è del 1860-64; è parrocchiale dal 1919. |
|          |         | Chiesa di Santa Lucia                                       | Citata XIV secolo, edificio odierno XVIII secolo | Grumes, via Chiesa 46°13′13.1″N 11°17′33.1″E  | Parrocchiale. Una cappella è citata nel 1398; venne ampliata nel 1612, e ricostruita intorno al 1767. Nel corso dell'Ottocento vi furono diverse aggiunte, fra cui il campanile. È parrocchiale dal 1912. |
|          |         | Chiesa della Madonna di Caravaggio                          | XIX secolo                                       | Maso Giovanni 46°13′22″N 11°16′07.4″E         | Costruita nel 1885. |
|          |         | Chiesa della Madonna della Neve                             | XX secolo                                        | Ponciach 46°12′15.4″N 11°13′55″E              | Eretta nel 1966. |
|          |         | Chiesa di San Martino                                       | Citata XIV secolo, edificio odierno XIX secolo   | Grauno, via Pontara 46°13′51.4″N 11°17′54.3″E | Parrocchiale. Una cappella, in origine dedicata a san Cristoforo, è citata nel 1398; a seguito del concilio di Trento venne cointitolata a san Martino, che dal 1605 rimase l'unico intestatario. Venne ampliata nel 1605, nel 1649, nel 1664 (campanile) e nel 1669 (sagrestia). La chiesa venne demolita e ricostruita nel 1863-65; è parrocchia dal 1943. |
|          |         | Chiesa di Santa Teresa di Gesù Bambino, o di Santa Teresina | XX secolo                                        | Maso Bornie 46°12′38.8″N 11°15′52.5″E         | Eretta per volontà testamentaria di Luigia Fontana nel 1930-32. |
| Cappelle |         |                                                             |                                                  |                                               | |
|          |         | Cappella dell'Addolorata, o cappella alla Costa             | XIX secolo                                       | Valda 46°12′24.9″N 11°15′57.9″E               | Costruita tra il 1865 e il 1870, benedetta nel 1879. |
|          |         | Cappella del Crocifisso                                     | XIX secolo                                       | Faver, via Orti 46°11′03.8″N 11°14′26.6″E     | Costruita nel 1827. |
|          |         | Cappella della Madonna delle Grazie                         | XIX secolo                                       | Faver, via Riva 46°10′50.2″N 11°13′58.2″E     | Costruita nel 1878. |
|          |         | Cappella della Madonna de la Salette                        | XIX secolo                                       | Grumes, via Dos 46°13′15.1″N 11°17′46.2″E     | Costruita nel 1855. |
|          |         | Cappella della Madonna di Lourdes, o "capela del Bacan"     | XX secolo                                        | Maso Pinteri 46°13′04.15″N 11°16′30″E         | Costruita nel 1938 da un tal Angelo Simeoni detto Bacan, come ex voto per la nascita di un figlio maschio dopo sette femmine; benedetta nel 1942. |
|          |         | Cappella di San Rocco                                       | XIX secolo                                       | Grumes, via Chiesa 46°13′12″N 11°17′31.2″E    | Cappella cimiteriale; la sua costruzione, nel 1855, è da legare probabilmente all'epidemia di colera che colpì la val di Cembra in quell'anno. |
|          |         | Cappella di San Rocco                                       | XIX secolo                                       | Località Noval 46°13′09.2″N 11°15′34.5″E      | Costruita dagli abitanti di Valda nei boschi sopra al paese nel 1855-58, come ringraziamento per essere scampati all'epidemia di colera di quell'anno. |
|          |         | Cappella del Saco Cuore di Gesù                             | XX secolo                                        | Località Portegnago 46°11′50.2″N 11°14′50.5″E | Costruita nel 1959. |

## Comune di Cembra Lisignago
| Esterno          | Interno | Nome                                                                     | Periodo storico                                  | Ubicazione                                               | Informazioni |
| ---------------- | ------- | ------------------------------------------------------------------------ | ------------------------------------------------ | -------------------------------------------------------- | --- |
|                  |         | Chiesa di San Biagio                                                     | Citata XIII secolo, edificio odierno XIX secolo  | Lisignago, piazza della Chiesa 46°09′38.3″N 11°11′10.5″E | Parrocchiale. Citata nel 1296, venne ricostruita tra il XIV e il XV secolo, e poi di nuovo nel 1866-68; è parrocchiale dal 1912. |
|                  |         | Chiesa di San Leonardo                                                   | Citata XV secolo                                 | Lisignago 46°09′23.2″N 11°11′06.3″E                      | L'epoca di costruzione è ignota, forse fra il XIV e il XV secolo; la prima citazione è del 1444, pochi anni dopo venne affrescata dal maestro di Lisignago; venne ampliata nel 1490. |
|                  |         | Chiesa di Santa Maria Assunta                                            | Citata XIII secolo, edificio odierno XV secolo   | Cembra, via Santa Maria 46°10′28.77″N 11°13′03.28″E      | Parrocchiale; attestata nel 1212, ma forse risalente al XII secolo; ricostruita nella seconda metà del XV secolo. Una quarta navata venne aggiunta nel XVII secolo, nel 1833-35 l'orientamento dell'edificio venne ribaltato, e nel 1865-66 venne aggiunta una quinta navata demolendo l'antico campanile. |
|                  |         | Chiesa di San Pietro                                                     | Fondata V-VI secolo, edificio odierno XVI secolo | Cembra, piazza San Pietro 46°10′30.29″N 11°13′08.2″E     | Fondata forse tra il V e il VI secolo, rimaneggiata o ricostruita più volte di cui l'ultima, certa, nel 1506-10; chiusa al culto dalle ordinanze giuseppine nel 1787, nel 1797 venne requisita dalle armate napeoleoniche e usata come scuderia. Venne riaperta al culto nel 1799.                         |
|                  |         | Chiesa della Regina della Pace                                           | XX secolo                                        | Località Maderlina 46°11′24.1″N 11°11′11.3″E             | Costruita dalla SAT di Lisignago nel 1988. |
|                  |         | Chiesa di San Rocco                                                      | Citata XIV secolo, edificio odierno XVI secolo   | Cembra, via Cesare Battisti 46°10′25″N 11°13′24.4″E      | Citata nel 1388, ricostruita nel 1519, con l'aggiunta del campanile nel 1617-32; ampliata e pesantemente rimaneggiata nel 1836. |
| Cappelle         |         |                                                                          |                                                  |                                                          | |
|                  |         | Cappella dell'Addolorata, o "capitel de la tompesta" o "capitel del rio" | XX secolo                                        | Cembra 46°10′30.2″N 11°12′51″E                           | Cappella privata; costruita nel 1907 per chiedere la protezione dalla grandine. |
|                  |         | Cappella di San Carlo                                                    | Fondata XVII secolo, edificio odierno XX secolo  | Cembra, via San Carlo 46°10′16.1″N 11°13′11.6″E          | Citata nel 1651, ricostruita nel 1907. |
|                  |         | Cappella (o chiesetta) della Madonna degli Alpini                        | XX secolo                                        | Lago Santo 46°11′46.83″N 11°12′22.02″E                   | Costruita nel 1961 per iniziativa dell'ANA, al posto di un capitello votivo eretto nel 1955. |
|                  |         | Cappella della Santa Croce                                               | Documentata XX secolo                            | Cembra 46°10′26.1″N 11°13′02.9″E                         | Cappella cimiteriale. La data di edificazione è ignota; venne benedetta nel 1939. |
|                  |         |                                                                          | XXI secolo                                       | Località Bedin 46°09′39.17″N 11°11′55.18″E               | Cappella della casa di riposo RSA Valle di Cembra; costruita assieme al resto della struttura a partire dal 2000, e consacrata nel 2012. |
| Chiese scomparse |         |                                                                          |                                                  |                                                          | |
|                  |         | Chiesa di San Giovanni                                                   | Documentata XIII secolo                          | Cembra                                                   | Citata nel testamento di una tal Agnese di Salorno del 1244, assieme alle chiese di San Pietro e Santa Maria; non si sa nulla su di essa e non sono pervenuti altri documenti che la riguardino. |

## Comune di Giovo
| Esterno          | Interno | Nome                                               | Periodo storico                                    | Ubicazione                                                  | Informazioni |
| ---------------- | ------- | -------------------------------------------------- | -------------------------------------------------- | ----------------------------------------------------------- | --- |
|                  |         | Chiesa dell'Addolorata                             | XVIII secolo                                       | Mosana 46°09′15.1″N 11°08′18.2″E                            | Costruita tra il 1721 e il 1726 per volontà testamentaria di don Giuseppe Rossi; nel 1761 fu eretto un piccolo campanile, tra il 1767 e il 1833 seguì la sagrestia; nel 1920-22 venne inserita la replica della grotta di Lourdes. Tra il 1959 e il 1964 fu costruito l'odierno campanile e ampliata tutta la struttura. |
|                  |         | Chiesa dell'Ausiliatrice                           | XX secolo                                          | Masen 46°10′43.7″N 11°10′06.8″E                             | Parte dell'ex colonia dei salesiani, costruita nel 1935; l'intero complesso è stato venduto a privati nel 2018. |
|                  |         | Chiesa di San Floriano                             | Citata XIV secolo                                  | Valternigo 46°09′29.7″N 11°09′41.6″E                        | Citata nel 1335; una cappella laterale venne aggiunta nel 1641. |
|                  |         | Chiesa di San Giorgio                              | Citata XIII secolo, edificio odierno XV secolo     | Presso Mosana 46°09′08.2″N 11°07′40.2″E                     | Citata nel 1244 (all'epoca probabilmente solo una cappella), attestata come chiesa nel 1309; venne probabilmente ricostruita nei primi decenni del Quattrocento, e diverse modifiche sono documentate nei secoli successivi; nel 1675 è attestata anche la presenza di un eremita. Dopo essere stata chiusa per i decreti giuseppini nel 1785, cadde progressivamente in grave degrado, fino a venire riparata e riconsacrata nel 1984.       |
|                  |         | Chiesa della Madonna dell'Aiuto, o di Sant'Antonio | XVIII secolo                                       | Verla, piazza Sant'Antonio 46°09′21.6″N 11°09′07.9″E        | Costruita tra il 1724 e il 1733. |
|                  |         | Chiesa di Santa Maria Assunta                      | Citata XII secolo, edificio odierno XVIII secolo   | Verla, via Principe Umberto 46°09′26.61″N 11°09′07.2″E      | Parrocchiale. Una chiesa dedicata a Santa Maria, situata fuori dall'abitato di Verla (dove ora si trova un piccolo monumento), è documentata dal 1145, e venne interamente ricostruita nel XV secolo. Venne poi abbattuta nel 1766, e i materiale utili recuperati per la costruzione della chiesa odierna, che si dilungò molto e fu completata nel 1791 (esclusa la facciata, che seguì nel 1828, e il campanile, terminato solo nel 1853). |
|                  |         | Chiesa di San Nicolò                               | Citata XV secolo, edificio odierno XIX secolo      | Ville di Giovo, via Lavat 46°10′01.7″N 11°09′30.3″E         | Parrocchiale. Una chiesa a Ville di Giovo, in posizione diversa dall'attuale, è attestata nel 1428; nel 1880-83 fu costruita la chiesa odierna, e quella vecchia fu sconsacrata e venduta nel 1884; tra il 1885 e il 1895 venne realizzato il campanile; nel 1919 venne elevata a parrocchia. |
|                  |         | Chiesa di San Rocco                                | Citata XV secolo, edificio odierno XX secolo       | Ceola, via San Rocco 46°09′35″N 11°10′13.9″E                | Parrocchiale. Attestata nel 1471, all'epoca intitolata ai santi Fabiano e Sebastiano; la dedicazione a san Rocco è documentata dal 1710. Nel 1797 venne saccheggiata dalle truppe napoleoniche. Ormai picola e in cattive condizioni, venne interamente riedificata nel 1901. |
|                  |         | Chiesa di San Romedio                              | XIX secolo                                         | Valternigo, via San Floriano 46°09′36.87″N 11°09′37.44″E    | Costruita tra il 1893 e il 1896 come ex voto per l'epidemia di colera che aveva causato varie vittime in paese nel 1855. |
|                  |         | Chiesa di San Valentino                            | Fondata XVII secolo, edificio odierno XVIII secolo | Palù di Giovo, piazza San Valentino 46°09′31.7″N 11°08′28″E | Parrocchiale. Una prima chiesa venne costruita intorno al 1630; divenuta piccola, nel 1894-96 venne eretta quella odierna, mentre quella vecchia venne inglobata nella nuova canonica; venne elevata a parrocchiale nel 1946. |
| Cappelle         |         |                                                    |                                                    |                                                             | |
|                  |         | Cappella dell'Ausiliatrice                         | XIX secolo                                         | Maso Franch 46°08′37.57″N 11°07′03.04″E                     | Costruita nel 1833. |
|                  |         | Cappella della Madonna Pellegrina                  | XX secolo                                          | Maso Spiazzöl 46°09′54.6″N 11°07′36″E                       | Costruita nel 1949 e consacrata l'anno seguente, come voto da parte della famiglia Moser per l'avvenuto ritorno dalla guerra di tutti i fratelli che vi avevano combattuto. |
|                  |         | Cappella di Maria Regina                           | XX secolo                                          | Palù di Giovo, via dei Morari 46°09′36.4″N 11°08′44.6″E     | Cappella cimiteriale, costruita nel 1947 come ex-voto per la fine della guerra. |
|                  |         | Cappella di San Valentino                          | XVI secolo                                         | Maso San Valentino, 46°10′44.4″N 11°08′14.8″E               | Costruita durante il XVI secolo, documentata nel 1579; restaurata nel 2013-14 dopo un lungo periodo di degrado. |
| Chiese scomparse |         |                                                    |                                                    |                                                             | |
|                  |         | Chiesa di San Giuseppe                             | Citata XVII secolo                                 | Località Maso Toldin                                        | Citata nel 1683, venne distrutta nel 1786. |

## Comune di Lona-Lases
| Esterno  | Interno | Nome                                                    | Periodo storico                                 | Ubicazione                                        | Informazioni |
| -------- | ------- | ------------------------------------------------------- | ----------------------------------------------- | ------------------------------------------------- | --- |
|          |         | Chiesa della Decollazione di San Giovanni Battista      | Citata XVII secolo, edificio odierno XIX secolo | Lona, via Chiesa 46°09′36.09″N 11°14′06.03″E      | Parrocchiale. Una prima cappella a Lona è citata nel 1625; questa venne riedificata nel 1653-54, che venne rimaneggiata più volte e che includeva sagrestia e campanile. L'intera struttura venne demolita e ricostruita tra il 1888 e il 1904; nel 1920 venne elevata a parrocchiale.                                                               |
|          |         | Chiesa di San Giobbe                                    | XVIII secolo                                    | Piazzole 46°10′00.5″N 11°14′33.3″E                | Costruita nel 1770 per volontà della comunità locale. |
|          |         | Chiesa della Visitazione di Maria                       | Citata XVII secolo, edificio odierno XIX secolo | Lases, via Principale 46°08′38.84″N 11°13′15.39″E | Parrocchiale. La chiesa di Lases è attestata a partire dal 1639, e risulta ampliata nel 1660; intorno al 1853 venne costruito il campanile. Tra il 1888 e il 1890 la struttura venne demolita e ricostruita in altra sede (a circa cento metri di distanza), ad eccezione del campanile che rimase sul posto. Venne elevata a parrocchiale nel 1920. |
| Cappelle |         |                                                         |                                                 |                                                   | |
|          |         | Cappella del Crocifisso                                 | XIX secolo                                      | Sottolona 46°09′40.1″N 11°13′39.7″E               | Venne costruita entro il 1851, come riporta la data sulla facciata; la benedizione avvenne nel 1856. |
|          |         | Cappella dell'Immacolata e dei Santi Sebastiano e Rocco | XIX secolo                                      | Lona, via San Rocco 46°09′33.1″N 11°14′00.7″E     | Cappella cimiteriale, eretta nel 1855 come ex voto a seguito dell'epidemia di colera di quell'anno. |

## Comune di Segonzano
| Esterno                        | Interno | Nome                                                                             | Periodo storico                                     | Ubicazione                                                    | Informazioni |
| ------------------------------ | ------- | -------------------------------------------------------------------------------- | --------------------------------------------------- | ------------------------------------------------------------- | --- |
|                                |         | Chiesa degli Angeli Custodi                                                      | XIX secolo                                          | Valcava 46°12′22.37″N 11°18′42.51″E                           | Costruita nel 1845. |
|                                |         | Chiesa di Sant'Antonio da Padova                                                 | XIX secolo                                          | Gaggio 46°12′23.1″N 11°17′21.9″E                              | Costruita nel 1800; la sagrestia venne aggiunta nel 1904. |
|                                |         | Chiesa del Sacro Cuore di Gesù                                                   | XX secolo                                           | Quaras 46°10′27.2″N 11°17′16.8″E                              | Eretta tra il 1920 e il 1924, benedetta nel 1925. |
|                                |         | Chiesa dell'Immacolata                                                           | Fondata XII secolo, edificio odierno XVI secolo     | Piazzo 46°10′57.37″N 11°15′08.63″E                            | Parrocchiale. Una prima chiesetta sul luogo venne consacrata dal vescovo Altemanno (1124-1149); questa fu riedificata nel 1524, e ampliata con l'allungamento della navata nel 1717 e la successiva costruzione del portico; quest'ultimo venne distrutto da un incendio nel 1863, e quindi ricostruito nel 1866. Un ulteriore, importante, ampliamento, con l'inserimento di due navate laterali e l'allungamento del presbiterio, si ebbe tra nel 1893-94; è parrocchiale dal 1961. |
|                                |         | Santuario della Madonna dell'Aiuto                                               | Citata XVIII secolo, edificio odierno XIX secolo    | Località Madonna dell'Aiuto 46°12′05.58″N 11°16′49.16″E       | Un'edicola votiva, ospitante una copia della Mariahilf di Cranach il Vecchio, sorse nella zona verso il 1690. La prima citazione di una cappella è del 1710; essa venne ampliata nel 1774-75, e poi in gran parte ricostruita nel 1820; nel 1926-28 venne edificato il campanile. |
|                                |         | Chiesa della Madonna di Loreto                                                   | XVII secolo                                         | Gresta 46°12′39.2″N 11°17′24.8″E                              | Una prima cappella venne edificata nel 1666; ampliamenti seguirono nel 1753 (navata), 1785-90 (sagrestia), 1871-73 (campanile), 1875-80 (cappelle laterali). |
|                                |         | Chiesa di Maria Santissima Regina del Santo Rosario (o della Madonna Pellegrina) | XX secolo                                           | Prà 46°11′30.85″N 11°15′04.61″E                               | Edificata tra il 1900 e il 1918. |
|                                |         | Chiesa di San Nicolò                                                             | Citata XIV secolo, edificio odierno XVI secolo      | Sevignano 46°10′18.74″N 11°14′53.67″E                         | Parrocchiale. Citata nel 1348, venne probabilmente ricostruita tra il 1500 e il 1549 e poi ampliata nel 1612; un ultimo ampliamento, che aggiunse le navate laterale, si ebbe nel 1880-82 (ma la facciata venne completata solo nel 1902); è parrocchiale dal 1912. |
|                                |         | Chiesa della Santissima Trinità                                                  | Attestata XII secolo, edificio odierno XVIII secolo | Stedro 46°11′07.58″N 11°15′31.87″E                            | Parrocchiale. Un edificio sacro sul luogo, dedicato al Santo Salvatore, esisteva certamente già nel XII secolo; l'edificio venne demolito e riedificato tra il 1469 e il 1498, e l'intitolazione alla Santissima Trinità è attestata dal 1537; la chiesa venne di nuovo atterrata e ricostruita tra il 1710 e il 1738, con il campanile che seguì nel 1744; seguì un ampliamento del presbiterio nel 1888. È parrocchiale dal 1909.                                                   |
| Cappelle                       |         |                                                                                  |                                                     |                                                               | |
|                                |         | Cappella di Sant'Antonio di Padova                                               | XVII secolo                                         | Piazzo 46°11′02.87″N 11°15′05.28″E                            | Cappella privata, di proprietà della famiglia a Prato; edificata probabilmente nel corso del XVII secolo, per volontà di qualche membro della casata; si trovò al centro degli scontri della battaglia di Segonzano, come testimoniano i segni dei colpi ancora visibili sulla parete meridionale. |
|                                |         | Cappella di San Giuseppe                                                         | XIX secolo                                          | Stedro 46°11′08.1″N 11°15′38″E                                | Cappella cimiteriale, costruita nel 1870. |
|                                |         | Cappella della Madonna, o capitello della Madonna Addolorata                     | XX secolo                                           | Sevignano 46°10′05.5″N 11°14′51.1″E                           | Costruita tra il 1901 (autorizzazione a edificarlo) e il 1919 (inaugurazione), per ospitare una statua ottocentesca della Madonna poi trafugata. |
|                                |         | Cappella di Maria Assunta                                                        | XIX secolo                                          | Teaio 46°11′37.1″N 11°15′24.8″E                               | Costruita nel 1855, a seguito dell'epidemia di colera, e ampliata nel 1922. |
|                                |         | Cappella di Santa Maria Maddalena                                                | XVII secolo                                         | Parlo, piazza Sofia Feitis Villotti 46°10′49.9″N 11°15′03.9″E | Edificata durante la prima metà del Seicento. |
|                                |         | Cappella di San Rocco                                                            | XIX secolo                                          | Saletto 46°11′17″N 11°15′26.1″E                               | Eretta nel 1855 come ex voto per l'epidemia di colera di quell'anno. |
| Chiese sconsacrate o scomparse |         |                                                                                  |                                                     |                                                               | |
|                                |         | Cappella di San Rocco                                                            | XV secolo                                           | Piazzo 46°11′11.65″N 11°15′04.88″E                            | Cappella facente parte del complesso del castello di Segonzano, costruita intorno al 1467; seguì la sorte della fortezza, che venne in gran parte smantellata nella seconda metà dell'Ottocento. |

## Comune di Sover
| Esterno  | Interno | Nome                                 | Periodo storico                                   | Ubicazione                                                               | Informazioni |
| -------- | ------- | ------------------------------------ | ------------------------------------------------- | ------------------------------------------------------------------------ | --- |
|          |         | Chiesa di Santa Barbara              | Fondata XVII secolo, edificio odierno XIX secolo  | Piscine 46°14′23.8″N 11°19′28.5″E                                        | Parrocchiale. Una cappella, dedicata alla Madonna delle Grazie, venne costruita alla fine del Seicento, al posto di una preesistente edicola votiva; a partire dal 1751 è attestata l'intitolazione a santa Barbara, che rimpiazzò totalmente la precedente dal 1826. Nel 1849-51 venne costruita la chiesa odierna, mentre la vecchia cappella, sconsacrata, divenne casa privata; il campanile seguì nel 1887-90. |
|          |         | Chiesa di San Leonardo               | Fondata XVIII secolo, edificio odierno XIX secolo | Montesover, piazza Alpina 46°13′01.04″N 11°19′36.67″E                    | Parrocchiale. Una cappella in paese sorse entro il 1749; nel 1820-22 venne rimpiazzata dalla chiesa odierna (la cappella venne poi inglobata nella canonica); il campanile sorse nel 1861-68. |
|          |         | Chiesa di San Lorenzo                | Citata XIII secolo                                | Sover 46°13′18.4″N 11°18′55.6″E                                          | Parrocchiale. Citata nel 1244, ma forse risalente già al VII-VIII secolo. Un ampliamento si ebbe nel 1537, a cui ne seguì un altro nel 1760-65 e un terzo nel 1882, che aggiunse le navate e le cappelle laterali. Nel 1921 venne danneggiata da un incendio, e riparata l'anno seguente. È parrocchiale dal 1909.                                                                                                  |
|          |         | "Chiesetta alpina"                   | XX secolo                                         | Tra Malga Vernera Bassa e Malga Vernera Alta 46°12′50.14″N 11°21′14.89″E | Eretta dai membri dell'ANA di Montesover nel 1976. |
| Cappelle |         |                                      |                                                   |                                                                          | |
|          |         | Cappella dell'Addolorata             | XX secolo                                         | Facendi 46°12′59.2″N 11°19′12.6″E                                        | Costruita nel 1904. |
|          |         | Cappella del Crocifisso              | XX secolo                                         | Piscine 46°14′23.6″N 11°19′27.5″E                                        | Cappella cimiteriale, costruita nel 1956 al posto di una precedente, dedicata al Sacro Cuore di Gesù, eretta nel 1909. |
|          |         | Cappella della Madonna delle Grazie  | XIX secolo                                        | Montealto 46°13′59.6″N 11°19′55.4″E                                      | Data di costruzione sconosciuta, probabilmente nella seconda metà del XIX secolo. |
|          |         | Cappella della Madonnina del Capitel | Fondata XIX secolo, edificio odierno XX secolo    | Montesover, Rione del Borgo 46°12′56.3″N 11°19′45.9″E                    | Costruita nel 1852 al posto di una precedente edicola votiva, contenente una statua della Madonna considerata miracolosa; la cappella venne poi ricostruita nel 1923. |